# 奥达伦戈皮科洛
奥达伦戈皮科洛（義大利語：Odalengo Piccolo），是意大利亚历山德里亚省的一个市镇。总面积7.63平方公里，人口259人，人口密度33.9人/平方公里（2009年）。ISTAT代码为006117。